# Église Sainte-Cécile de Boulogne-Billancourt
L'église Sainte-Cécile est une église paroissiale catholique située à Boulogne-Billancourt dans les Hauts-de-Seine et dépendant du diocèse de Nanterre, aux portes de Paris. Elle est administrée depuis 1992 par les pères de la Communauté Saint-Jean. Ils y ont ouvert un prieuré, le prieuré Sainte-Geneviève, qui propose des sessions de formation et des veillées spirituelles.

## Historique et architecture

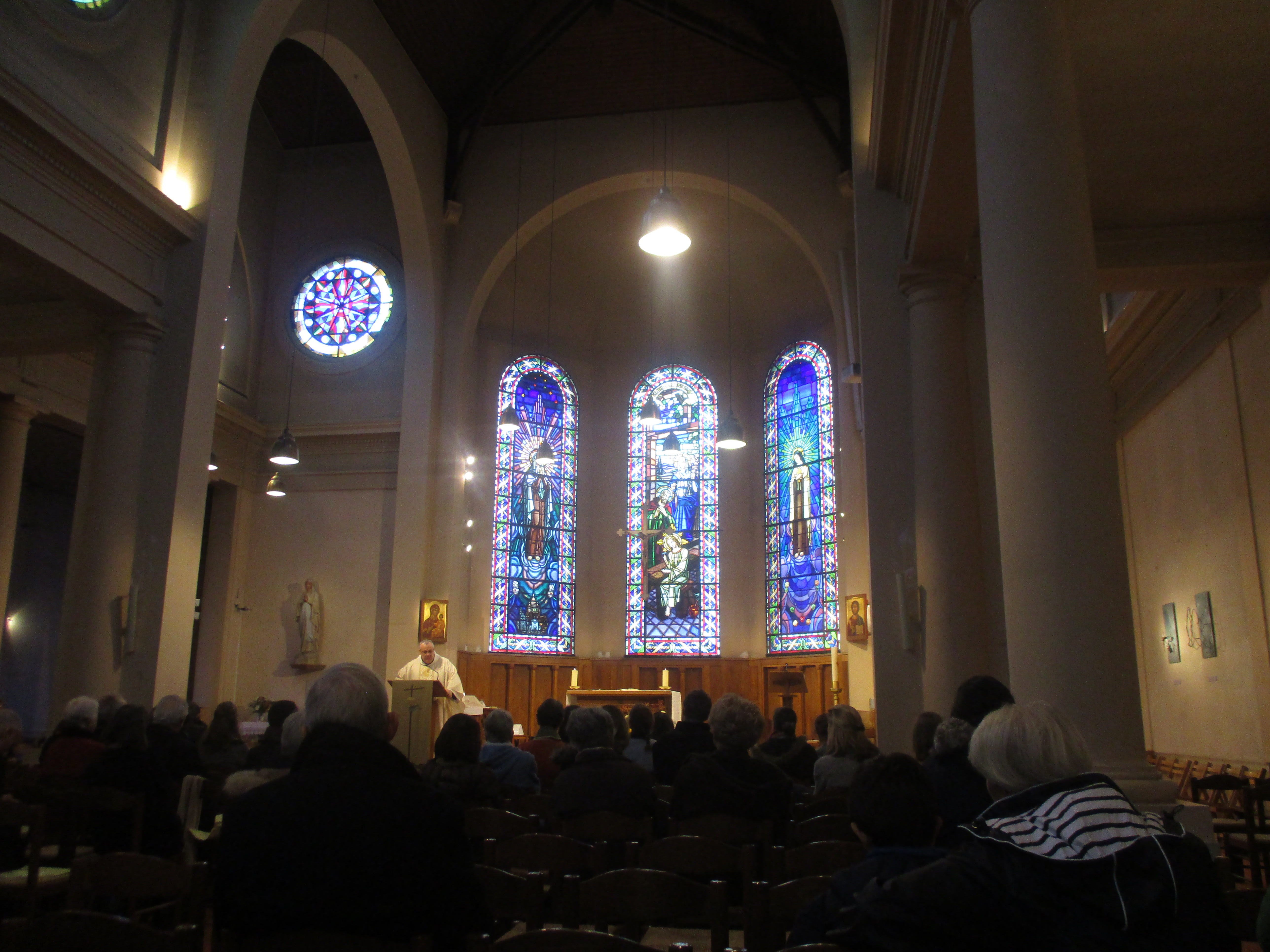
Intérieur de l'église.

Une simple chapelle de patronage est d'abord érigée sous le vocable de l'Enfant-Jésus à cet emplacement. L'église actuelle de style néo-classique, élevée sur une vaste crypte, se compose d'une nef centrale séparée des bas-côtés par des colonnes toscanes et éclairée par de nombreux oculus. Elle est dédiée à sainte Cécile, patronne des musiciens, dont une statue de bois tenant une lyre orne le bas-côté droit. Elle est devenue église paroissiale en 1963 et a été restaurée en 1965. Le père Jean-Philippe Chauveau y a été vicaire.
La paroisse Sainte-Cécile est l'une des quatre paroisses catholiques de Boulogne-Billancourt, avec la paroisse Notre-Dame, la paroisse de l'Immaculée-Conception et la paroisse Sainte-Thérèse-de-l'Enfant-Jésus.

## Adresse
44 rue de l'Est, 92100 Boulogne-Billancourt. Métro Boulogne-Jean Jaurès (ligne 10).

## Clocher et cloches
Jusqu’en 2021, l’église ne possédait pas de cloches en raison de l’absence de clocher. Dans le but de réinscrire cette église comme église de quartier, d’importants travaux sont engagés en 2020-2021. Ceci passe notamment par l’édification d’un nouveau clocher surplombant l’édifice.
Trois cloches neuves, fondues par la fonderie Voegelé-Bollée de Strasbourg sont bénies le lundi 5 avril 2021 (lundi de Pâques) par Monseigneur Rougé, évêque de Nanterre ; le clocher est inauguré le 22 janvier 2023 en présence de Mgr Rougé.
- Ré 4 - Cécile (patronne de la paroisse) - 130 kilos env.

- Fa # 4 - Jean (patron de la congrégation) - 65 kilos env.

- La 4 - Geneviève (patronne du diocèse) - 40 kilos env.

Depuis 1993, la paroisse Sainte Cécile est une paroisse autonome confiée aux Frères de la Congrégation Saint-Jean.